# Anenské údolí (přírodní památka)
Anenské údolí je přírodní památka ve správním území města Harrachov v okrese Jablonec nad Nisou. Oblast spravuje Správa Krkonošského národního parku.
Důvodem ochrany je louka s bohatou populací šafránu bělokvětého (Crocus albiflorus).

## Popis lokality
Louka se nachází v ploché údolní nivě říčky Mumlavy mezi samotnou řekou a místní silnicí. Na začátku jara tu rozkvétají tisíce květů šafránu bělokvětého, který není v přírodě Krkonoš původním druhem. Na lokalitu se pravděpodobně rozšířil ze zahrad v okolí, původně pochází z Alp, kde je zastoupen hojně. V současné době je populace stabilní a zcela zdomácnělá, čemuž napomáhá i každoroční kosení louky, které zajišťuje správa NP. 